# Élection présidentielle ivoirienne de 2010
L'élection présidentielle ivoirienne de 2010, deuxième élection présidentielle de la Deuxième République, au suffrage universel direct est un scrutin visant à désigner, au scrutin uninominal majoritaire à deux tours, le président de la République de Côte d'Ivoire pour un mandat de cinq ans. Elle se déroule les 31 octobre et 28 novembre 2010 sur toute l'étendue du territoire ivoirien ainsi que dans dix-neuf autres pays où résidaient des citoyens ivoiriens.
Ce scrutin est considéré comme la première élection libre depuis l'indépendance du pays en 1960 obtenue par Félix Houphouët-Boigny de la France[réf. nécessaire].
Le premier tour voit s'affronter quatorze candidats. Laurent Gbagbo, président sortant et Alassane Ouattara, ancien premier ministre arrivent en tête du premier tour avec respectivement 38,04 % et 32,07 %. Ils distancent Henri Konan Bédié (25,24 %), Toikeusse Mabri (2,57 %) et l'ensemble des candidats qui récoltent tous moins de 1 %.
À l'issue du second tour, Alassane Ouattara est proclamé le 2 décembre 2010 4e président de la République de Côte d'Ivoire avec 54,10 %. Mais le Conseil constitutionnel invalide les résultats dans les régions du nord et annonce la réélection de Laurent Gbagbo avec 51,45 %. Ils prêtent tous les deux serment le 4 décembre 2010.
Alassane Ouattara a le soutien de la communauté internationale, Laurent Gbagbo celui du conseil constitutionnel. Mais celui-ci refuse de quitter son poste. Cela entraîne une crise politique pendant plusieurs mois, avec une guerre civile. Le 11 avril 2011, Laurent Gbagbo est arrêté par les forces de son rival, qui est proclamé président le 6 mai 2011 par le conseil constitutionnel.
L'investiture d'Alassane Ouattara se déroule à Yamoussoukro le 21 mai 2011, en présence de nombreux chefs d'État, y compris Nicolas Sarkozy.
C'est la troisième élection présidentielle en Côte d'Ivoire qui entraîna des conflits après celles de 1995 et 2000. Laurent Gbagbo est le premier président à être battu. C'est également la première fois que s'est tenu un second tour au cours d'une élection présidentielle en Côte d'Ivoire, en huit élections. 

## Contexte

### Reports de l'élection

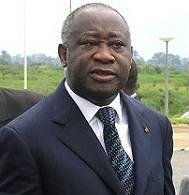
Laurent Gbagbo.

L'élection présidentielle devait initialement se tenir cinq ans après l'élection présidentielle ivoirienne de 2000, soit en octobre 2005, conformément aux dispositions légales. L'article 36 de la Constitution dispose en effet que « le premier tour du scrutin a lieu dans le courant du mois d'octobre de la cinquième année du mandat du président de la République ».
Cependant, en septembre 2002, une tentative de coup d'État a lieu et la Côte d'Ivoire est frappée par une crise politico-militaire sans précédent. Le pays se retrouve scindé en deux, avec d'un côté le Sud, tenu par les Forces armées nationales de Côte d'Ivoire (FANCI) et sous contrôle du gouvernement, et de l'autre le Nord, tenu par les Forces armées des forces nouvelles (FAFN) et sous contrôle exclusif de la rébellion. Le régime de Laurent Gbagbo, dit « loyaliste », est en effet confronté à la rébellion qui prend plus tard le nom de Forces nouvelles et qui occupe progressivement la moitié nord du pays, région où l'opposant Alassane Ouattara est le plus populaire.
Conformément aux dispositions constitutionnelles, la tenue du scrutin présidentiel est repoussée. Le 3 mars 2007, à la suite de l'accord de Ouagadougou, Laurent Gbagbo nomme le chef de la rébellion, Guillaume Soro, Premier ministre. L'objectif principal est alors d'organiser des élections libres et transparentes, après désarmement des Forces nouvelles et réinstauration de l'autorité gouvernementale sur l'ensemble du territoire national. Finalement, après six reports et cinq ans d'incertitudes, le premier tour de l'élection présidentielle est fixé au 31 octobre 2010.

### Une élection démocratique

#### Rappel historique
La première élection démocratique a lieu en 1990, et oppose Félix Houphouët-Boigny à Laurent Gbagbo. Le « père de l'indépendance » l'emporte face à Laurent Gbagbo, avec 81,7 % des suffrages exprimés. Cependant, des soupçons de fraudes en faveur du président Houphouët demeurent.
En 1995, le code électoral est révisé à l'Assemblée nationale. 

Alassane Dramane Ouattara (ancien Premier ministre, de 1990 à 1993) refuse l'invitation du RDR de Djéni Kobina à se présenter face au président en exercice Henri Konan Bédié, le code électoral le rendant inéligible. Laurent Gbagbo boycottera également cette élection du fait de l'insatisfaisante réforme du code électoral. Le RDR de Djéni Kobina et le FPI de Gbagbo s'allient pour la circonstance et forment le « Front républicain ».
Finalement, Bédié est réélu avec plus de 90 % des suffrages face à Francis Wodié, du Parti ivoirien des travailleurs (PIT).
Le 6 octobre 2000, 14 des 19 candidats à l'élection présidentielle du 26 octobre 2000 sont éliminés par la Cour Suprême y compris Ouattara pour des raisons de citoyenneté, et l'ancien président Bédié pour ne pas avoir présenté un certificat médical correct. L'opinion générale était que les membres de la Cour Suprême, dirigée par l'homme qui était, à l'époque, le conseiller juridique du Général Guéï, avaient été sélectionnés par Guéï lui-même.
Laurent Gbagbo, Francis Wodie, Nicolas Dioulo, Théodore Mel Eg et Robert Guéï s'affrontent au premier tour qui voit la victoire du candidat du Front populaire ivoirien (Gbagbo).

#### Une élection coûteuse du fait d'une liste électorale difficile à établir
Le gouvernement ivoirien veut concentrer tous ses efforts pour une organisation libre et transparente. Laurent Gbagbo engage un processus électoral très coûteux qui comprend l'identification et le recensement des populations, la formation des agents, l'informatisation des données et la fabrication de cartes d'identités (quasi inexistantes depuis plusieurs années), la couverture médiatique nationale et internationale. En tout, on estime que l'élection a coûté près de 200 milliards de francs CFA à la Côte d'Ivoire (soit environ 305 000 000 euros). L'opération d'identification a demandé d'importants moyens financiers (appareils technologiques pour l'identification photographique et digitale, l'appui médical pour la détermination de l'âge de certaines populations rurales jamais identifiées, l'appui judiciaire, l'appui administratif pour les jugements supplétifs, le développement de transports pour les populations rurales, l'acheminement des documents, les moyens de vérification et de sécurisation des données).
Après divers contentieux et des cas de fraudes avérées impliquant notamment au sein de la CEI ses ex Président, Beugré Mambé du PDCI, et vice-Président, Charles Gomis du RDR, le décret no 2010-238 du 9 septembre 2010 porte autorisation de délivrance des cartes nationales d’identité aux Ivoiriens figurant sur une liste électorale définitive de 5 750 720 personnes.

#### Violences
Le 19 novembre, des étudiants du principal syndicat étudiant proche du Front populaire ivoirien s'en sont pris au quartier général de campagne du Rassemblement des houphouëtistes pour la démocratie et la paix (RHDP). De violents combats de rue opposant des centaines de jeunes de divers partis se sont ensuivis causant une vingtaine de blessés. Le 27 novembre, à la veille du scrutin du second tour, l'annonce par le président Laurent Gbagbo de l'instauration d'un couvre-feu est contestée par l'opposition et provoque des manifestations. La police ouvre le feu sur l'une d'elles, à Abobo dans la banlieue d'Abidjan, tuant trois personnes.
Le 16 décembre, des heurts éclatent dans la capitale économique du pays, Abidjan. Après un appel d'Alassane Ouattara à marcher sur les organes du 4e pouvoir, représenté par l'organe de télévision national RTI, des coups de feu sont échangés entre différentes factions et l'armée. Des rafales sont aussi entendues à proximité de l'hôtel du Golf où s'est réfugié celui qui a été candidat à l'élection, reconnu par la communauté internationale comme élu président du pays et qui souhaite aujourd'hui briguer son mandat. Les forces de l'ordre fidèles à Laurent Gbagbo ont affronté à l'arme lourde les forces pro-Ouattara à Abidjan et dans le centre du pays. Alors que l'opposition ivoirienne déplore une trentaine de victimes, la communauté internationale appelle au calme. La diplomatie américaine a indiqué qu'une roquette a touché son ambassade.Le département américain déclare un tir perdu dans le périmètre de son ambassade Alassane Ouattara a été désigné vainqueur de la présidentielle par la commission électorale, mais le Conseil constitutionnel a invalidé ces résultats et proclamé la victoire de Laurent Gbagbo.

## Candidats
Tous candidat doit être ivoirien et âgé d'au moins 40 ans.

### Candidatures validées
Pour cette élection, vingt déclarations de candidature ont été enregistrées par le Conseil constitutionnel. Quatorze d'entre elles ont été validées, ici classées par ordre alphabétique.
- Akoto-Yao Félix Kouadio, sans étiquette
- Anaky Kobena Innocent, Mouvement des forces d'Avenir
- Dolo Adama, sans étiquette
- Enoh Aka N'Douba, sans étiquette
- Gbagbo Laurent, Front populaire ivoirien
- Gnamien Konan, Union pour la Côte d'Ivoire
- Konan Bédié Aimé-Henri, Parti démocratique de Côte d'Ivoire
- Konan Kouadio Siméon, sans étiquette
- Lohoues Anne Jacqueline épouse Oble, sans étiquette
- Mabri Toikeusse Albert, Union pour la démocratie et la paix en Côte d'Ivoire
- Ouattara Alassane, Rassemblement des républicains de Côte d'Ivoire
- Tagoua Nynsémon Pascal, sans étiquette
- Tohou Henri, Union socialiste du peuple
- Wodié Francis Romain, Parti ivoirien des travailleurs

### Candidatures rejetées
- Boagnon Breiguai Charles
- Coulibaly Nablé Yaya
- Gaha Degna Hippolyte
- Goba David
- Guédé José Abel
- Kéita Tiémoko

### Candidatures par exception
Le président Laurent Gbagbo a pris des dispositions légales par la voie de décrets afin de permettre à la CEI d'organiser des élections démocratiques libres et non controversées. Les dispositions prises ont permis de contourner le problème des origines discutées du candidat Alassane Ouattara, ce qui permet au Conseil constitutionnel de valider la candidature de ce dernier. Le candidat Konan Bédié a lui aussi bénéficié de la « faveur présidentielle », car l'article 35 de la Constitution dispose que « le candidat à l'élection présidentielle doit être âgé de quarante ans au moins et de soixante-quinze ans au plus ». Or, Konan Bédié, né en 1934, a 76 ans depuis le 5 mai 2010. Enfin, en ce qui concerne le comédien Adama Dolo, les conseillers du Conseil constitutionnel ont dû recourir à des dispositions particulières pour lui permettre de prendre part à la présidentielle. En effet, le candidat d'origine malienne a été naturalisé ivoirien en 2004 ; il ne peut être éligible que dix ans après sa date de naturalisation pour les mandats électifs autre que la présidentielle conformément [d'une part à la loi no 61-415 14 de décembre 1961 portant « Code de la Nationalité Ivoirienne », modifiée par la loi no 72-852 du 21 décembre 1972, qui dispose en son article 43, que « l’étranger naturalisé est soumis aux incapacités suivantes : (I) pendant un délai de dix ans, à partir du décret de naturalisation, il ne peut être investi de fonctions ou de mandats électifs pour l’exercice desquels la qualité d’Ivoirien est nécessaire ; (2) pendant un délai de cinq ans à partir du décret de naturalisation, il ne peut être électeur lorsque la qualité d’Ivoirien est nécessaire pour permettre l’inscription sur les listes électorales » et d'autre part] à l'article 35 de la constitution de la république du 23 juillet 2000 qui dispose que le candidat à l'élection présidentielle doit être ivoirien d'origine, né de père et de mère eux-mêmes ivoiriens d'origines.

## Campagne

### Précampagne
Le 4 août 2010, la CEI annonce par le biais d'un communiqué le mois d’octobre 2010 comme propice à l’organisation de la prochaine élection présidentielle. Le lendemain, à l'issue d'un conseil des ministres à Yamoussoukro, le chef du gouvernement, Guillaume Soro, fixe la date du premier tour au 31 octobre 2010. Bien que n’étant pas officiellement lancée, la campagne électorale commence : les partis politiques projettent des tournées de meeting. Ainsi, le PDCI-RDA de Konan Bédié, après sa tournée dans son bastion de la région des lacs, envisage une tournée dans l'ouest, précisément à Duékoué, Toulepleu, Bloléquin puis Guiglo. Le parti appelle les électeurs à voter massivement en vue d'une victoire de leur candidat dès le premier tour. Quant à Alassane Ouattara, candidat du RDR, il boucle sa grande tournée qui l’a mené jusque-là dans la Vallée du Bandama notamment à Bouaké. Sa tournée ne s'arrête pas là, de San-Pédro à Korhogo en passant par Bouaké, Odienné, Abengourou, Gagnoa et Aboisso, Alassane Ouattara fait le tour de la Côte d’Ivoire. Le RDR annonce que son candidat aurait parcouru environ 23 940 km, visité 17 régions sur 19 et fait des rencontres ciblées, sectorielles, avec des couches socioprofessionnelles et des leaders d’opinion. Le 25 septembre à Ferkessedougou, Alassane Ouattara affirme « Trop c’est trop, nous ne pouvons pas accepter la pauvreté […] je suis candidat pour relever la Côte d’Ivoire ». Le maire de ladite ville, Kone Lanciné Cardozi, affirme son soutien au candidat du RDR.
Le candidat Laurent Gbagbo, occupé par ses activités présidentielles, n'entame que tardivement sa campagne. Il profite de ses visites présidentielles pour avancer ses idées. Lors d'une visite à Bongouanou le 6 août, Laurent Gbagbo affirme ceci à propos du report de l'élection : « Il y en a qui veulent aujourd’hui travestir la vérité. On n’a pas eu les élections en 2005 parce que ceux qui voulaient réduire mon mandat ont fait la guerre ». Une pique lancée à ses principaux opposants.
La précampagne bat son plein aussi sur internet notamment à travers le réseau communautaire facebook et les sites des différents partis : www.rdrci.org pour le RDR, www.fpi.ci et www.laurentgbagbo-president.com pour la LMP (dont le FPI), www.pitci.org pour le PIT de Wodié, www.gnamienkonan.ci et www.presidentenoh.org respectivement pour Gnamien Konan et Enoh Aka N'douba. Cependant, l'ensemble des candidats dénoncent la non-représentation dans les médias nationaux de leurs activités. Le Conseil national de la communication audiovisuelle (CNCA) répond que la campagne officielle n'a pas encore commencé. Néanmoins, le CNCA constate dans son rapport mensuel de septembre 2010 une sur-représentation du Président Laurent Gbagbo dans les médias d'État à travers ses activités présidentielles. Le CNCA fixe un calendrier pour la campagne présidentielle, Franck Anderson Kouassi président du CNCA annonce un programme qui comprend un accès équitable et égal dans les médias aux 14 candidats. La date officielle du début de la campagne électorale retenue par la CEI est fixée au 15 octobre à 0h00 (pour une période d'environ 2 semaines).

### Campagne

#### Premier tour

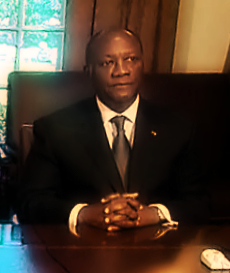
Alassane Ouattara.

La campagne électorale s'est déroulée du 15 octobre 2010 au 29 octobre 2010 sur l'étendue du territoire. Elle a fait l'objet d'une organisation spécifique des médias officiels pour assurer une équité des candidats à leur accès. Ainsi une émission spécialement initiée par la Radiodiffusion-Télévision ivoirienne (RTI) « Face aux électeurs » était une plate-forme d'expression de 90 minutes pour chaque candidat pour expliquer son programme. Cette émission diffusée tous les jours à 21 h (heure locale) sur Radio Côte d'Ivoire et La Première comportait trois chapitres de 30 minutes : Politique (nationale et internationale), Économie et Société. Il était recommandé aux journalistes un traitement égal dans les questions posées. En sus, après le journal télévisé de 20 h sur la première chaîne nationale, des spots de 5 minutes de chaque candidat étaient diffusés. Le quotidien Fraternité Matin organisait des débats entre les candidats par tribunes opposées dans les pages du journal.

#### Second tour
Le président sortant a obtenu le soutien du sud-ouest de la Côte d'ivoire à travers l'appui des chefs traditionnels.

## Résultats
| Candidats                | Candidats                | Partis                   | Premier tour | Premier tour | Second tour (1er résultats) | Second tour (1er résultats) | Second tour (2e résultats) | Second tour (2e résultats) |
| Candidats                | Candidats                | Partis                   | Voix         | %            | Voix                        | %                           | Voix                       | %                          |
| ------------------------ | ------------------------ | ------------------------ | ------------ | ------------ | --------------------------- | --------------------------- | -------------------------- | -------------------------- |
|                          | Laurent Gbagbo           | FPI                      | 1 756 504    | 38,04        | 2 054 537                   | 51,45                       | 2 107 055                  | 45,90                      |
|                          | Alassane Ouattara        | RDR                      | 1 481 091    | 32,07        | 1 938 672                   | 48,55                       | 2 483 164                  | 54,10                      |
|                          | Henri Konan Bédié        | PDCI                     | 1 165 532    | 25,24        |                             |                             |                            |                            |
|                          | Albert Toikeusse Mabri   | UDPCI                    | 118 671      | 2,27         |                             |                             |                            |                            |
|                          | Konan Gnamien            | UPCI                     | 17 171       | 0,37         |                             |                             |                            |                            |
|                          | Francis Wodié            | PIT                      | 13 406       | 0,29         |                             |                             |                            |                            |
|                          | Siméon Konan             | Indépendant              | 12 357       | 0,27         |                             |                             |                            |                            |
|                          | Jacqueline Lohoues       | Indépendante             | 12 273       | 0,27         |                             |                             |                            |                            |
|                          | Pascal Tagoua            | Indépendant              | 11 674       | 0,25         |                             |                             |                            |                            |
|                          | Kobena Anaky             | MFA                      | 10 663       | 0,23         |                             |                             |                            |                            |
|                          | Adama Dolo               | Indépendant              | 5 972        | 0,13         |                             |                             |                            |                            |
|                          | N'Douba Enoh Aka         | Indépendant              | 5 311        | 0,12         |                             |                             |                            |                            |
|                          | Félix Akoto Yao          | Indépendant              | 4 773        | 0,10         |                             |                             |                            |                            |
|                          | Henri Tohou              | USP                      | 2 423        | 0,05         |                             |                             |                            |                            |
|                          |                          |                          |              |              |                             |                             |                            |                            |
| Votes valides            | Votes valides            | Votes valides            | 4 617 821    | 95,34        | 3 993 209                   | 97,83                       | 4 590 219                  | 97,89                      |
| Votes blancs et nuls     | Votes blancs et nuls     | Votes blancs et nuls     | 225 624      | 4,66         | 88 556                      | 2,17                        | 99 147                     | 2,11                       |
| Total                    | Total                    | Total                    | 4 843 445    | 100          | 4 081 765                   | 100                         | 4 689 366                  | 100                        |
| Abstention               | Abstention               | Abstention               | 941 045      | 16,27        | 1 643 956                   | 28,72                       | 1 091 438                  | 18,88                      |
| Inscrits / participation | Inscrits / participation | Inscrits / participation | 5 784 490    | 83,73        | 5 725 721                   | 71,28                       | 5 780 804                  | 81,12                      |

### Premier tour

Candidats arrivés en tête dans chaque département au 1er tour.

Les Ivoiriens se rendent le dimanche 31 octobre 2010 aux urnes. Les résultats partiels arrivent au compte-goutte pour des problèmes de logistique, de représentation des partis, de recomptage de voix à la demande des partis. Dans la nuit du 31 octobre, les responsables de la CEI aux côtés du journaliste Thomas Bahintchi de La Première annoncent les résultats des pays étrangers notamment le Danemark, l'Allemagne et la Belgique. Ces premiers résultats ne permettent évidemment pas de dégager de véritables tendances. Par conséquent, les Ivoiriens doivent encore attendre les résultats provisoires dans l'incertitude. Les différents camps annoncent des résultats officieux et contradictoires. Aussi, l'armée ivoirienne appelle mardi 2 novembre au calme et à la sérénité dans l'attente des résultats, dénonçant les rumeurs qui courent la capitale économique d'Abidjan. Bamba Youssouf (représentant de la CEI) se voit obliger d'annoncer des résultats au fur et à mesure, région par région, à la télévision nationale (La Première). La nuit du mercredi 3 novembre, Youssouf Bakayoko, président de la CEI annonce les résultats complets mais non officiels, car seul le Conseil constitutionnel est habilité à donner les résultats définitifs.

Laurent Gbagbo recueillerait quelque 1,7 million de voix (environ 38 %), contre 1,4 million pour Alassane Ouattara (environ 32 %), après dépouillement de la quasi-totalité des suffrages. L'ancien président Henri Konan Bédié réunit 1,1 million de voix (25 %). Dans les minutes qui suivent, le PDCI-RDA (parti du candidat Konan Bédié) dénonce le « climat d’opacité » entretenu par la commission électorale indépendante lors des opérations de dépouillement des bulletins de vote, ainsi que lors du comptage des suffrages et demande l’arrêt de la proclamation des résultats et le recomptage des bulletins de vote.
Le 6 novembre, Paul Yao N'dré, président du Conseil constitutionnel certifie les résultats de la CEI et annonce la tenue d'un second tour le 28 novembre 2010.

### Second tour

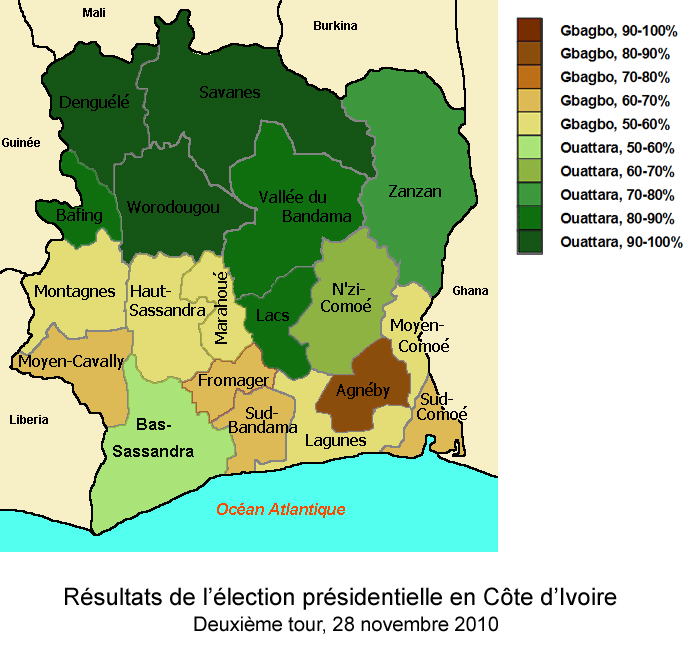
Résultats du deuxième tour de l'élection présidentielle ivoirienne.

Le second tour voit s'opposer les candidats Gbagbo et Ouattara. Cependant le second tour débute avec un incident diplomatique entre la Côte d'Ivoire et le Sénégal. Le président sénégalais Abdoulaye Wade reçoit en « visite officielle » Alassane Ouattara en pleine élection ivoirienne le 4 novembre. Certains observateurs voient en cela une tentative de déstabilisation. Le gouvernement ivoirien rappelle son ambassadeur au Sénégal et qualifie la visite du candidat Ouattara au Sénégal « d'ingérence intolérable du Sénégal dans les affaires intérieures de la Côte d'Ivoire ».
Le 7 novembre, les dirigeants de la RHDP, par la voix d'Henri Konan Bédié et après de longues discussions, « exhortent fermement à voter massivement » pour Ouattara « afin d'assurer au RHDP une victoire éclatante ».
Le 30 novembre 2010, un partisan de Laurent Gbagbo, Damana Pickass, empêche physiquement la proclamation de résultats partiels en déchirant devant les caméras la feuille du porte-parole de la Commission électorale indépendante.
C'est finalement le 2 décembre suivant, soit quatre jours après le vote, que la Commission électorale indépendante proclame la victoire d'Alassane Ouattara avec 54,1 % des voix contre 45,9 % pour Laurent Gbagbo. Le Conseil constitutionnel, dont les membres sont nommés par le président de la République et le président de l'Assemblée nationale, juge les résultats de la CEI non valables et annonce le lendemain la victoire du président sortant avec un score de 51,45 % après invalidation des votes dans sept départements du Nord (soit 13 % des votants). L'opposition dénonce un « putsch électoral », tandis que la représentante de la diplomatie de l'UE et le secrétaire général de l'ONU, puis l'ensemble de la communauté internationale, considèrent que le vainqueur de l'élection est Alassane Ouattara. En vertu de l'accord de Pretoria de 2005 et de la résolution 1765 du Conseil de sécurité, les résultats du vote ont en effet été « certifiés » par le représentant spécial de l'ONU en Côte d'Ivoire, Young-Jin Choi, qui affirme que ses services ont recompté trois fois les procès-verbaux des votes dans les régions contestées et que « même si toutes les réclamations déposées par la majorité présidentielle auprès du Conseil constitutionnel étaient prises en compte, […] le résultat du second tour tel que proclamé par le président de la CEI le 2 décembre ne changerait pas »,,,.
Thabo Mbeki, qui avait été médiateur dans la crise politico-militaire en Côte d'Ivoire en 2004 à la demande de l'Union africaine, note que, « en termes de suffrages exprimés pour chacun des candidats, la CEI, le CC et le représentant spécial de l'ONU ont abouti à trois résultats différents », et s'étonne que la mission d'observation électorale de la CEDEAO n'ait jamais publié son rapport sur le second tour de l'élection.
Laurent Gbagbo prête serment le 4 décembre devant le Conseil constitutionnel de Côte d'Ivoire. Ce même jour, Alassane Ouattara annonce avoir prêté serment par courrier adressé à ce même Conseil constitutionnel.

## Crise politique
Laurent Gbagbo se maintient au pouvoir malgré les sanctions économiques imposées par la communauté internationale. Alassane Ouattara est quant à lui contraint de rester « retranché » à l'Hôtel du Golf, avec son gouvernement et ses proches. Après l'échec de plusieurs médiations africaines et plusieurs mois de fortes tensions, une vaste offensive des forces d'Alassane Ouattara est lancée à la fin du mois de mars 2011. Laurent Gbagbo et sa femme sont finalement arrêtés le 11 avril, à la résidence présidentielle. Le conflit aurait fait au total entre 900 et 3 000 morts.